# Sankt Georg den Segerrikes kyrka, Belgorod
Sankt Georg den Segerrikes kyrka (ryska: Храм Георгия Победоносца; translitteration: Hram Georgija Pobedonostsa) är en rysk-ortodox träkyrkobyggnad belägen i staden Belgorod, i Belgorod oblast, i den västra delen av europeiska Ryssland.
Kyrkan är helgad åt den romerske martyren, soldaten och helgonet Sankt Göran. Den tillhör Belgorods stift.

## Historik
Sankt Georg den Segerrikes kyrka i Belgorod började att byggas år 1997, då grundstenen lades den 25 maj. Den stod klar och invigdes 2001.
Kyrkan uppfördes på förslag av arkitekt L.I. Kolesnikov.